# Kelvin Batey
Kelvin Batey (Warsop, 9 de mayo de 1981) es un deportista británico que compitió en ciclismo en la modalidad de BMX. Ganó dos medallas en el Campeonato Mundial de Ciclismo BMX, plata en 2005 y bronce en 2007.

## Palmarés internacional
| Campeonato Mundial | Campeonato Mundial | Campeonato Mundial | Campeonato Mundial |
| Año                | Lugar              | Medalla            | Competición        |
| ------------------ | ------------------ | ------------------ | ------------------ |
| 2005               | París (Francia)    | Medalla de plata   | Cruiser            |
| 2007               | Victoria (Canadá)  | Medalla de bronce  | Cruiser            |